# Epidermodisplasia verruciforme

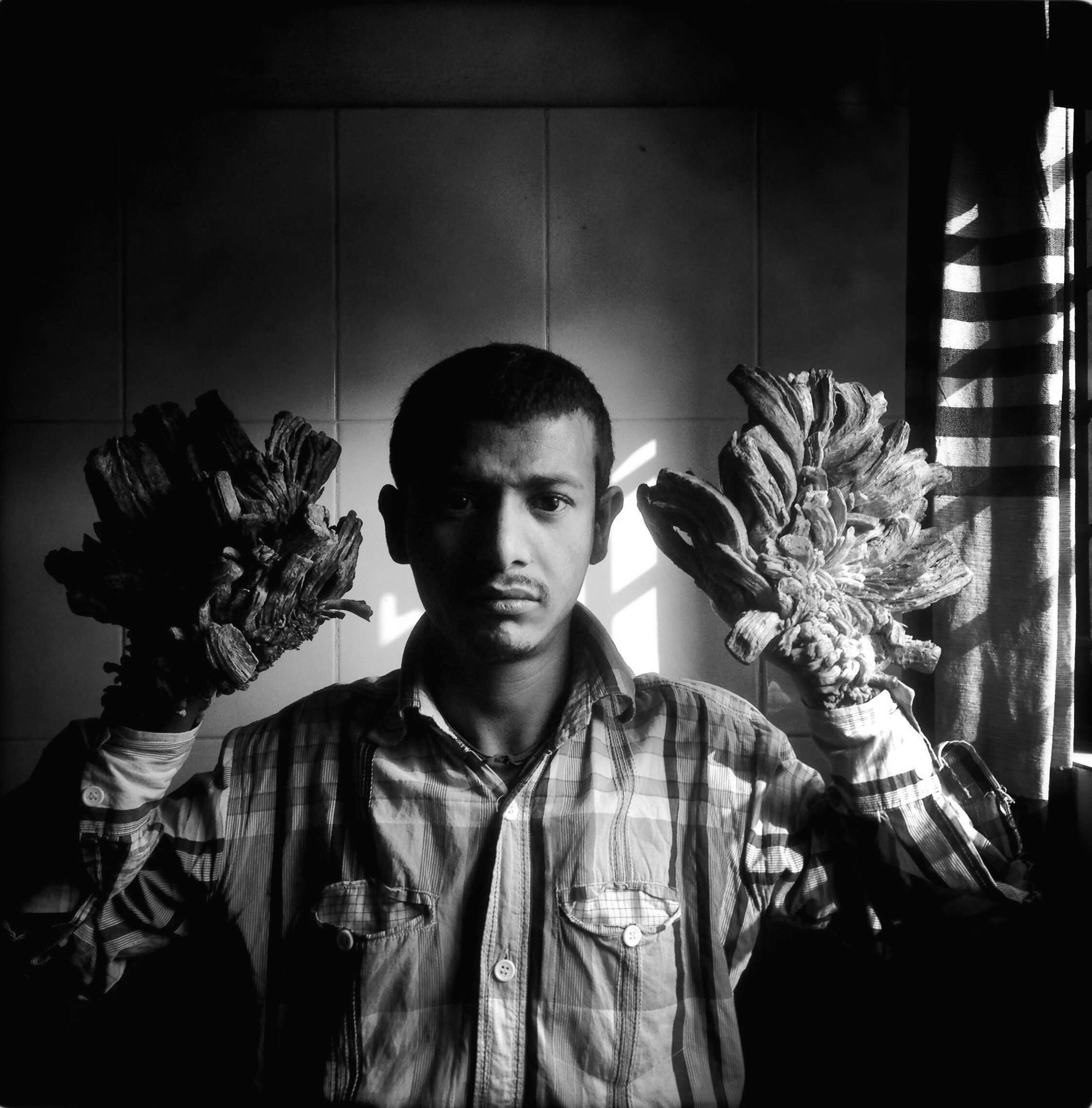

A epidermodisplasia verruciforme ou doença de Lewandowsky-Lutz é uma mutação genética que faz surgir verrugas na pele, às vezes fazendo a pessoa parecer com raízes de árvore.

## O Homem-Árvore
Dede Koswara, cujo apelido é Homem-árvore, é um sujeito da Indonésia cuja pele parece uma árvore devido à doença, que começou na pré-adolescência quando Dede caiu e machucou seu joelho.
Dede e outros homens que têm doenças deformantes no corpo, fazem um clã onde apresentam suas deformidades para outras pessoas.